# Mańki
Mańki (deutsch Manchengut) ist ein Dorf in der polnischen Woiwodschaft Ermland-Masuren. Es gehört zur Gmina Olsztynek (Stadt- und Landgemeinde Hohenstein i. Ostpr.) im Powiat Olsztyński (Kreis Allenstein).

## Geographische Lage
Mańki liegt im Westen der Woiwodschaft Ermland-Masuren, 20 Kilometer östlich der früheren Kreisstadt Osterode in Ostpreußen (polnisch Ostróda) bzw. 19 Kilometer südwestlich der jetzigen Kreismetropole und Woiwodschaftshauptstadt Olsztyn (deutsch Allenstein).

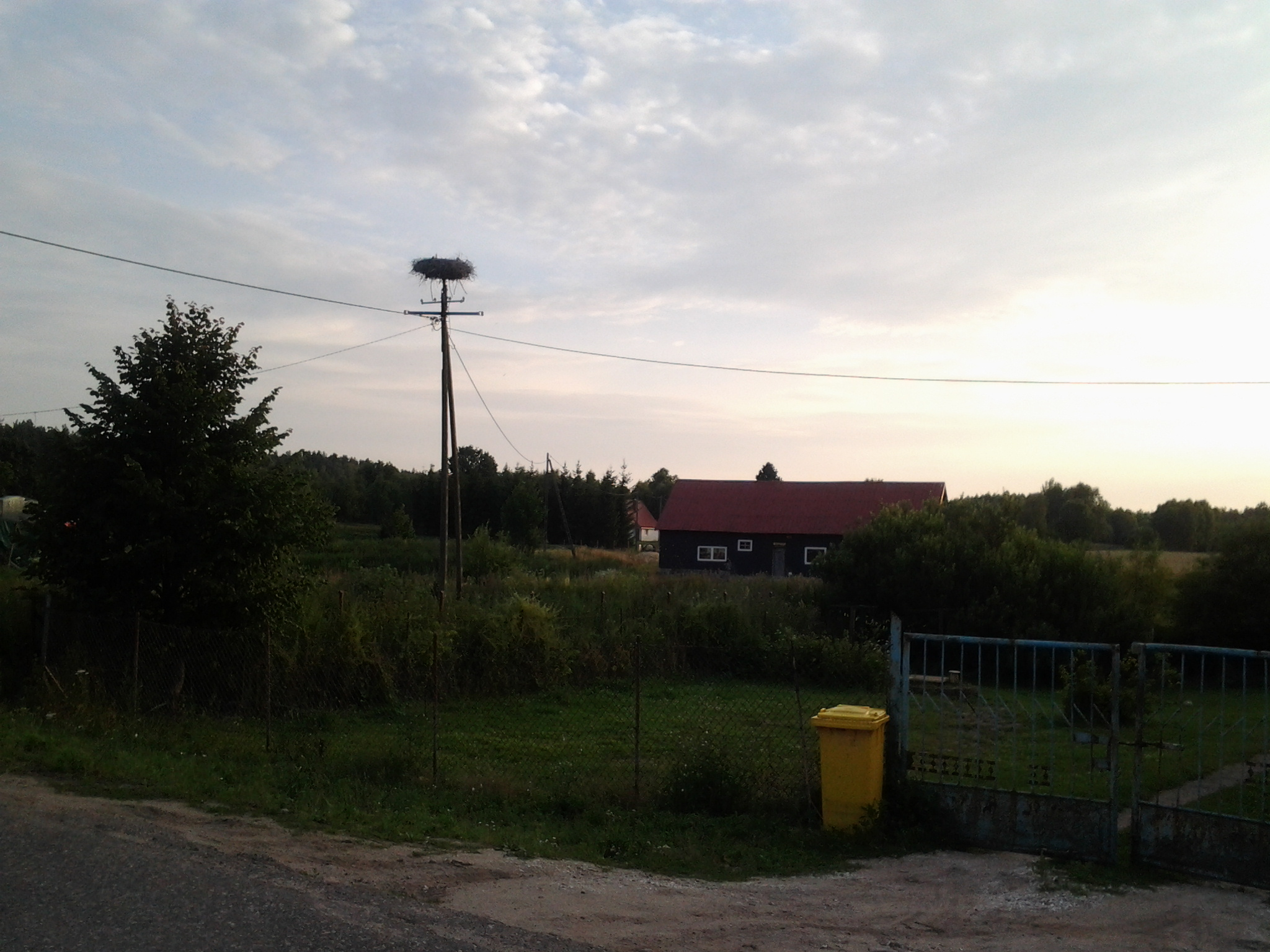
Dorfblick mit Storchennest

## Geschichte

### Ortsgeschichte
Es war im Jahre 1340, als der Komtur von Christburg (polnisch Dzierzgoń) und Oberste Trappier Alexander von Kornre (1339–1343) die Handfeste an die Herren Maneke, Nausete und Jone zum Zweck der Besiedlung übergab. Von dem ältesten Begründer Maneke ist wohl der Name des Ortes abgeleitet.
Am 7. Mai 1874 wurde Manchengut Amtsdorf und damit namensgebend für einen Amtsbezirk im Kreis Osterode in Ostpreußen im Regierungsbezirk Königsberg (1905 bis 1945: Regierungsbezirk Allenstein) in der preußischen Provinz Ostpreußen. Das Dorf Manchengut zählte im Jahre 1910 insgesamt 264 Einwohner. 1933 waren es 272 Einwohner und 1939 248, die in 61 Haushalten lebten und von denen 167 Einwohner in der Land- und Forstwirtschaft, 53 in Industrie und Handwerk und acht in Handel und Verkehr tätig waren.
Im Jahre 1945 wurde Manchengut in Kriegsfolge mit dem gesamten südlichen Ostpreußen an Polen überstellt. Das Dorf erhielt die polnische Namensform „Mańki“ und ist heute als Sitz eines Schulzenamts (polnisch Sołectwo), in das auch der Nachbarort Makruty (Makrauten) einbezogen ist, eine Ortschaft im Verbund der Stadt- und Landgemeinde Olsztynek (Hohenstein i. Ostpr.) im Powiat Olsztyński (Kreis Allenstein), bis 1998 der Woiwodschaft Olsztyn, seither der Woiwodschaft Ermland-Masuren zugehörig. Am 26. Oktober 2020 zählte Mańki 72 Einwohner.

### Amtsbezirk Manchengut (1874–1945)
Zum Amtsbezirk Manchengut gehörten in der Zeit seines Bestehens 18 Dörfer:
| Deutscher Name | Polnischer Name |  | Deutscher Name | Polnischer Name   |
| -------------- | --------------- |  | -------------- | ----------------- |
| Adamsgut       | Jadaminy        |  | Podleiken      | Podlejki          |
| Biessellen     | Biesal          |  | Sabangen       | Samagowo          |
| Gusenofen      | Guzowy Piec     |  | Sallmeien      | Salminek          |
| Heinrichsdorf  | Gębiny          |  | Sensujen       | Zezuj             |
| Kompitten      | Kąpity          |  | Sensutten      | Zezuty            |
| Makrauten      | Makruty         |  | Spogahnen      | Spoguny (Spogany) |
| Manchengut     | Mańki           |  | Thomareinen    | Tomaryny          |
| Meitzen        | Mycyny          |  | Thomascheinen  | Tomaszyn          |
| Mittelgut      | Śródka          |  | Witulten       | Witułty           |

## Kirche

### Kirchengebäude

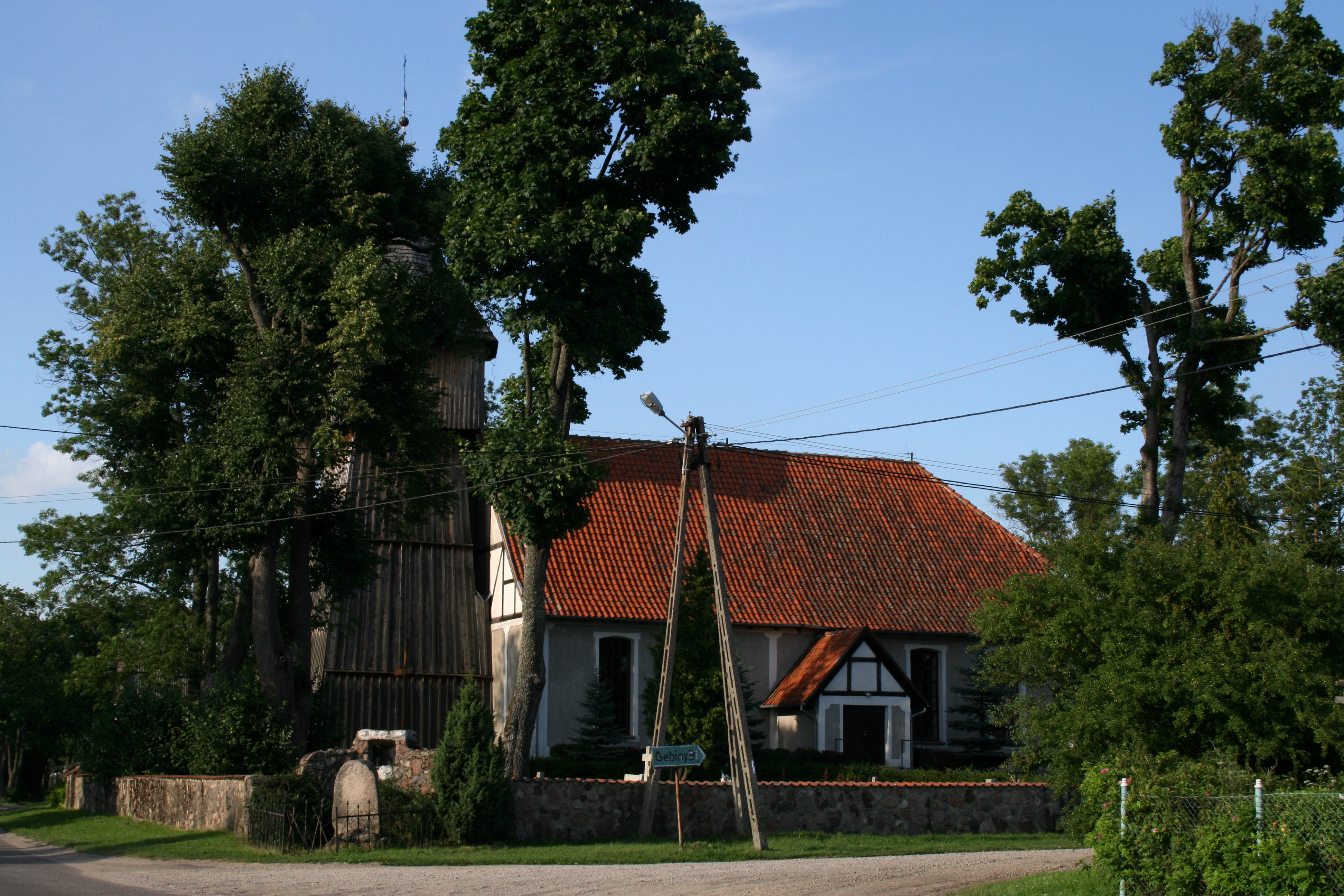
Die Kirche in Mańki

Eine erste Kirche gab es in Manchengut bereits in der Ordenszeit. Sie wurde 1594 durch einen Neubau ersetzt, den man 1770 um- und Usbaute. Neben dem verputzten Feldsteinbau steht der von Zimmermann Hans Weichert 1685 gebaute Holzturm, dem man eine besondere Gestaltung nachsagt und von dem es eine Kopie neben der Kirche von Reichenau (polnisch Rychnowo) im Freilichtmuseum der Volksbauweise in Olsztynek (Hohenstein i. Ostpr.) gibt. Ältester Ausstattungsgegenstand der Kirche ist ein Granit-Weihwasserbecken aus dem 14./15. Jahrhundert.

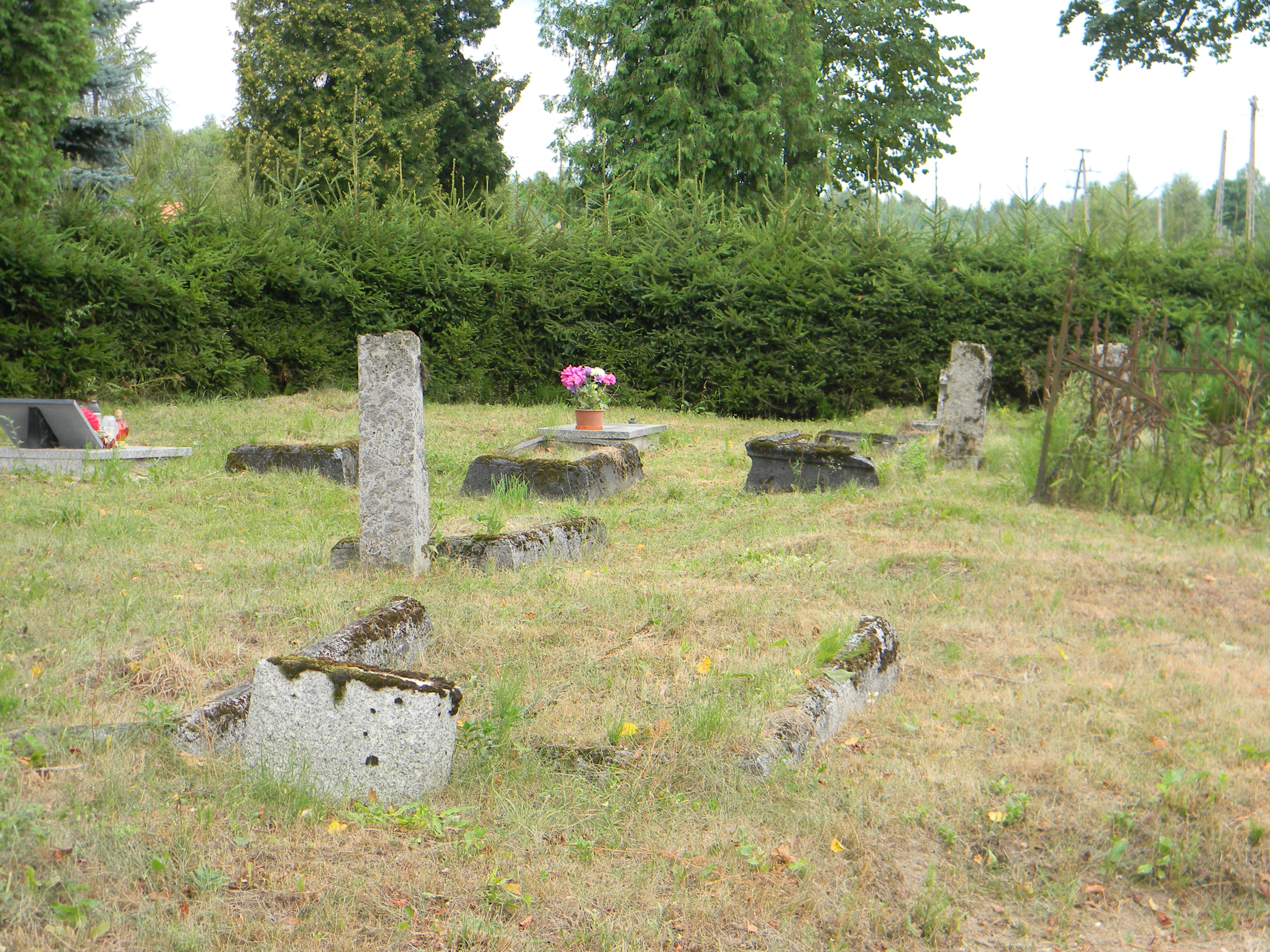
Der alte Friedhof an der Kirche

Auf dem Gelände der Kirche befindet sich ein alter masurischer Friedhof aus dem 17. Jahrhundert. Hier steht seit 1994 erneut ein Denkmal für die Gefallenen des Ersten Weltkriegs.
Bis 1947 war die Kirche ein evangelisches Gotteshaus. Danach wurde es in den 1970er Jahren von einer orthodoxen Glaubensgemeinschaft genutzt und ging 1991 in das Eigentum der Römisch-katholischen Kirche über. Sie unterzog es einer grundlegenden Restauration und widmete es dem Hl. Nikolaus.

### Kirchengemeinde

#### Evangelisch
Die in vorreformatorischer Zeit gegründete Kirchengemeinde in Manchengut nahm mit der Reformation die evangelische Konfession an. 1525 nahm hier ein lutherischer Geistlicher seinen Dienst auf. Bis 1945 gehörte die Kirchengemeinde zum Superintendenturbezirk Hohenstein (polnisch Olsztynek) im Kirchenkreis Osterode in Ostpreußen (Ostróda) innerhalb der Kirchenprovinz Ostpreußen der Kirche der Altpreußischen Union. 1925 zählte das Kirchspiel Manchengut nahezu 2000 Gemeindeglieder, die in mehr als zwanzig Dörfern und Ortschaften der Umgebung lebten. Der Kirchspielort Biessellen (polnisch Biesal) verfügte über eine eigene Kapelle.
Bis 1947 hielt sich in dem dann Mańki genannten Dorf die evangelische Kirchengemeinde, die dann allerdings wegen der Abwanderung der Einwohner nicht mehr überlebte. Heute hier lebende Kirchenglieder gehören zur Pfarrei der Christus-Erlöser-Kirche Olsztyn (Allenstein) mit ihrer Filialgemeinde in Olsztynek (Hohenstein) innerhalb der Diözese Masuren der Evangelisch-Augsburgischen Kirche in Polen.

#### Römisch-katholisch
Bis 1945 gehörten die römisch-katholischen Einwohner von Manchengut zur Kirche in Hohenstein i. Ostpr. Seit 1991 besteht in Mańki eine eigene Gemeinde, die als Filialgemeinde der Pfarrei Biesal (Biessellen) im Dekanat Olsztyn III-Grunowo des Erzbistums Ermland versorgt wird.

## Schule
Eine staatliche Schule gab es in Manchengut seit 1880. 1945/46 wurden hier 102 Schülerinnen und Schüler unterrichtet. Um 1970 fan eine Renovierung und Erweiterung des Schulgebäudes statt.

## Verkehr
Mańki liegt an der früher bedeutenden Landstraße, die die Städte Hohenstein i. Ostpr. (polnisch Olsztynek) und Mohrungen (Mrągowo) miteinander verband. Heute stellt sie zwischen Olsztynek (an der Schnellstraße 51) und Podlejki (Podleiken) (an der Landesstraße 16) die Verbindung her. Nebenstraßen von Stawiguda (Stawigotten) und Tomaszyn (Thomascheinen) enden in Mańki.
Eine Anbindung an den Bahnverkehr besteht nicht.